# Biniatrum
Biniatrum este o arie protejată (arie specială de conservare — SAC, sit de importanță comunitară — SCI) din Spania întinsă pe o suprafață de 1,14 ha, integral pe uscat.

## Localizare
Centrul sitului Biniatrum este situat la coordonatele 39°59′09″N 4°00′13″E / 39.9858°N 4.0035°E.

## Înființare
Situl Biniatrum a fost declarat sit de importanță comunitară în iulie 2010 pentru a proteja 11 specii de animale. Situl a fost protejat și ca arie specială de conservare în martie 2015.

## Biodiversitate
Situată în ecoregiunea mediteraneană, aria protejată conține 3 habitate naturale: Iazuri temporare mediteraneene, Păduri de Quercus ilex și Quercus rotundifolia, Pseudostepă cu ierburi și specii anuale de Thero-Brachypodietea.
La baza desemnării sitului se află mai multe specii protejate:
- păsări (10): ciocârlie-de-câmp (Alauda arvensis), Alectoris rufa, fâsă-de-câmp (Anthus campestris), pasărea ogorului (Burhinus oedicnemus), porumbel (Columba livia), ciuf-pitic (Otus scops), turturică (Streptopelia turtur), silvie cu cap negru (Sylvia atricapilla), strigă (Tyto alba), pupăză (Upupa epops)
- reptile (1): țestoasă bănățeană (Testudo hermanni)

Pe lângă speciile protejate, pe teritoriul sitului au mai fost identificate 1 specie de plante.